# Hillsborough County (Florida)
Das Hillsborough County ist ein County im Bundesstaat Florida der Vereinigten Staaten. Der Verwaltungssitz (County Seat) ist Tampa.

## Geographie
Das County hat eine Fläche von 3279 Quadratkilometern, wovon 558 Quadratkilometer Wasserfläche sind. Es grenzt im Uhrzeigersinn an folgende Countys: Polk County, Hardee County, Manatee County, Pinellas County und Pasco County. Zusammen mit den Countys Hernando, Pasco und Pinellas bildet das County die Metropolregion Tampa Bay Area.

## Geschichte

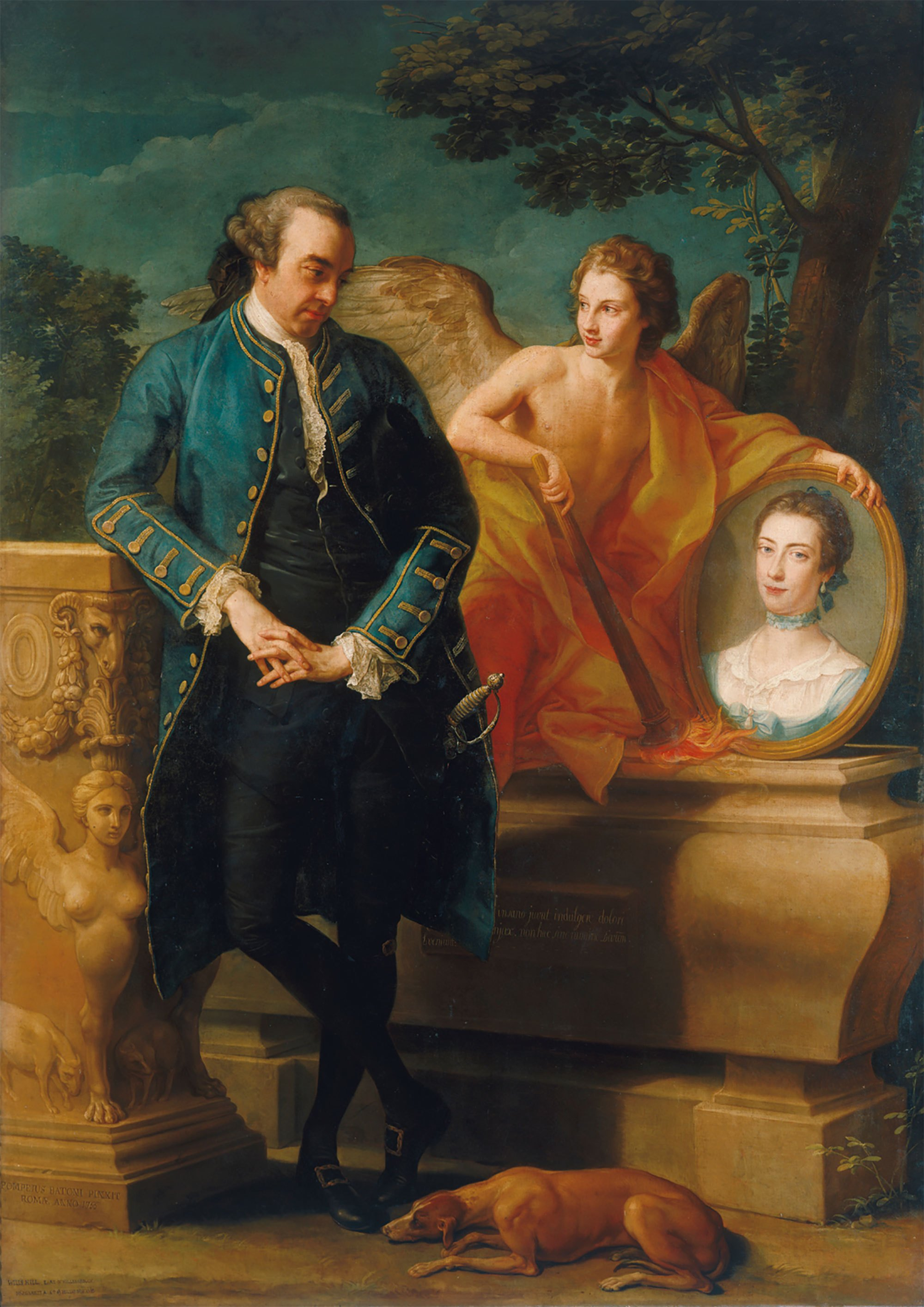
Wills Hill

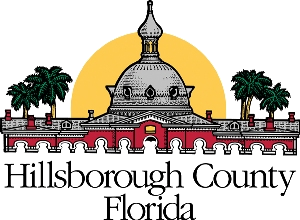
Offizielles Logo des Countys

Das Hillsborough County wurde am 25. Januar 1834 aus Teilen des Alachua County gebildet und nach Wills Hill benannt. Im 16. Jahrhundert erkundeten erstmals Europäer das Gebiet des heutigen Hillsborough County. Die Spanier Pánfilo de Narváez und Hernando de Soto kamen auf der Suche nach Gold und Edelsteinen. Was sie wirklich fanden, waren die Tacobagan-Indianer. Viele Schlachten wurden geschlagen und schließlich bezahlte Pánfilo de Narváez mit seinem Tode. Hernando de Soto erforschte das Gebiet weiterhin und stieß auf den Widerstand der Seminolen. Die USA nahmen das Hillsborough County schließlich 1821 in Besitz. Anschließend wurde Fort Brooke etwa in der Mitte des Gebietes zum Schutz gebaut und die kleine Stadt Tampa entwickelte sich langsam. Mit der Zeit wurde die Stadt zum Handelsmittelpunkt und eine der größten Städte der Tampa Bay, obwohl das Gebiet die zwei Seminolenkriege, einen Bürgerkrieg und viele Orkane und Wirbelstürme überstehen musste.
Als die Eisenbahnlinie 1885 durch das Gebiet verlegt wurde, kamen spanische und kubanische Zigarrenarbeiter und ihre Familien in das Gebiet um Tampa, um ihre Geschäfte zu machen. Dies war der Anfang einer der größten Industriezweige in dieser Gegend. 1898 kam es zum Spanisch-Amerikanischen Krieg. Die Amerikaner wurden von Theodore „Teddy“ Roosevelt angeführt und sie gewannen die Schlacht. In der Zeit danach fing die Einwohnerschaft und Industrie des Hillsborough County an zu wachsen. Immer mehr Ausländer und Touristen besuchten das County. Die Produkte des County, also Zigarren, Rindfleisch, Zitrusfrüchte und Phosphat-Dünger wurden exportiert. Nach den Jahren der Weltkriege und der großen Depression erholte sich das Gebiet und vor allem die Stadt Tampa recht schnell. Die Stadt war nie abhängig vom Tourismus und konnte sich sehr schnell erholen und ist heute noch die größte Stadt in der Tampa Bay und die drittgrößte Stadt Floridas. Der Hafen von Tampa ist der siebtgrößte der USA und weiterhin die wichtigste Lebensader des County im Hinblick auf den Handel und Export.

## Demografische Daten
Nach der Volkszählung im Jahr 2010 lebten im Hillsborough County 1.229.226 Menschen in 536.002 Haushalten. Die Bevölkerungsdichte betrug 451,8 Einwohner pro Quadratkilometer. Ethnisch betrachtet setzte sich die Bevölkerung zusammen aus 71,3 % Weißen, 16,7 % Afroamerikanern, 0,4 % Indianern und 3,4 % Asian Americans. 5,1 % waren Angehörige anderer Ethnien und 3,1 % verschiedener Ethnien. 24,9 % der Bevölkerung bestand aus Hispanics oder Latinos.
Im Jahr 2010 lebten in 33,6 % aller Haushalte Kinder unter 18 Jahren sowie 22,6 % aller Haushalte Personen mit mindestens 65 Jahren. 64,3 % der Haushalte waren Familienhaushalte (bestehend aus verheirateten Paaren mit oder ohne Nachkommen bzw. einem Elternteil mit Nachkomme). Die durchschnittliche Größe eines Haushalts lag bei 2,55 Personen und die durchschnittliche Familiengröße bei 3,11 Personen.
26,9 % der Bevölkerung waren jünger als 20 Jahre, 28,6 % waren 20 bis 39 Jahre alt, 27,6 % waren 40 bis 59 Jahre alt und 17,0 % waren mindestens 60 Jahre alt. Das mittlere Alter betrug 36 Jahre. 48,7 % der Bevölkerung waren männlich und 51,3 % weiblich.
Das jährliche Durchschnittseinkommen eines Haushalts betrug 49.450 USD, dabei lebten 16,5 % der Bevölkerung unter der Armutsgrenze.
Im Jahr 2010 war englisch die Muttersprache von 74,59 % der Bevölkerung, spanisch sprachen 19,52 % und 5,89 % hatten eine andere Muttersprache.

## Kultur und Sehenswürdigkeiten

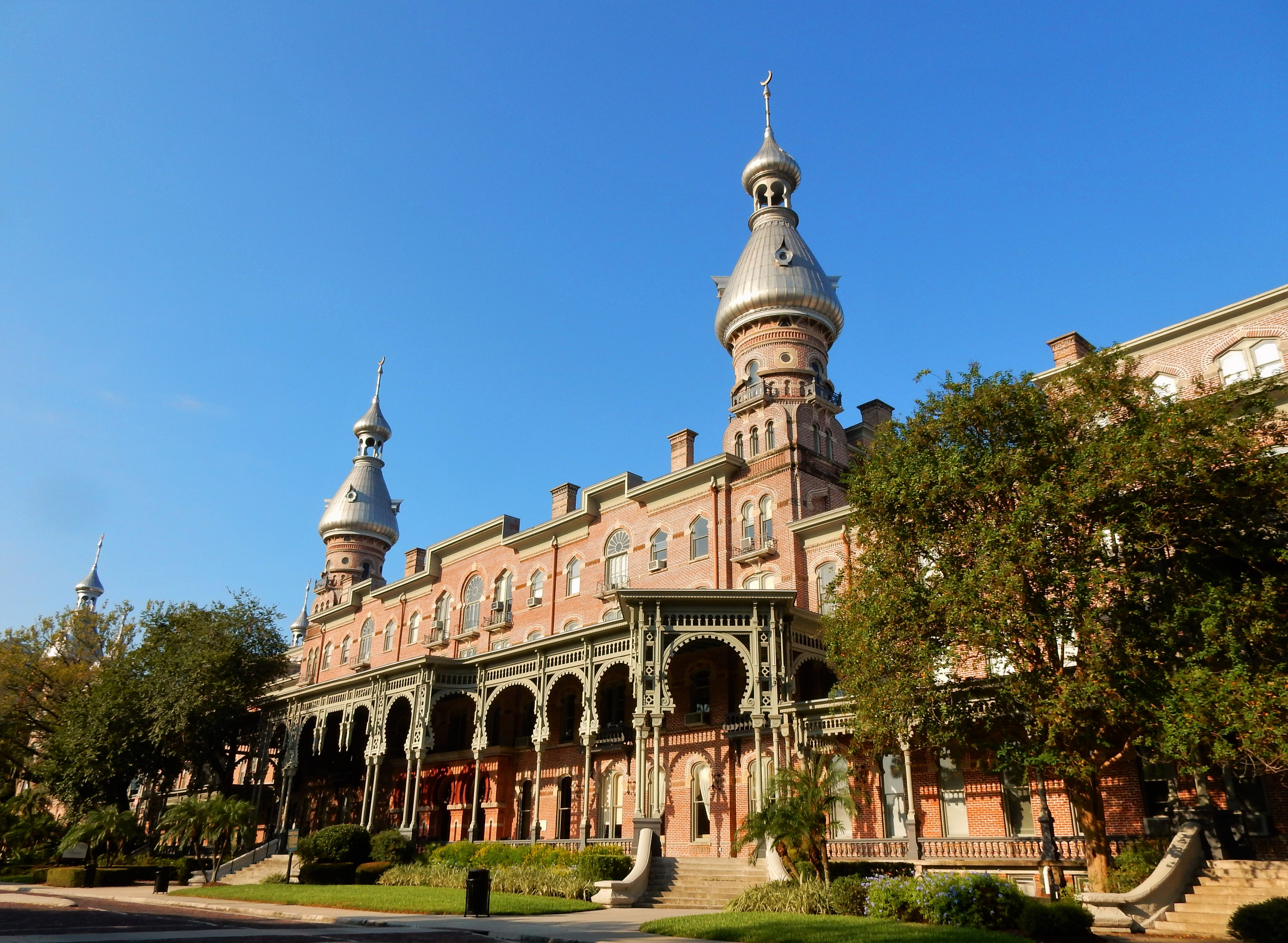
Tampa Bay Hotel, die heutige Plant Hall der University of Tampa (2016). Das Hotel wurde von dem Eisenbahnmagnaten Henry Bradley Plant errichtet und 1891 eröffnet. Während des Spanisch-Amerikanischen Kriegs diente es als Hauptquartier der Streitkräfte der Vereinigten Staaten. Im Jahr 1930 wurde der Hotelbetrieb wegen der Great Depression eingestellt und die Anlage zukünftig als Lehreinrichtung genutzt. Im Dezember 1972 wurde das Gebäude in das NRHP eingetragen. Im Mai 1976 erhielt es den Status eines National Historic Landmarks zuerkannt.

Insgesamt sind 101 Bauwerke, Stätten und historische Bezirke (Historic Districts) im Hillsborough County im National Register of Historic Places („Nationales Verzeichnis historischer Orte“; NRHP) eingetragen (Stand 20. Januar 2023), darunter haben das El Centro Español de Tampa, das Tampa Bay Hotel und der Ybor City Historic District den Status von National Historic Landmarks („Nationales historisches Wahrzeichen“).

## Weiterführende Bildungseinrichtungen
- Argosy University in Tampa
- Florida College in Temple Terrace
- Florida Metropolitan University in Brandon
- Florida Metropolitan University in Tampa
- Hillsborough Community College in Tampa Bay
- International Academy of Design & Technology in Tampa
- ITT Technical Institute in Tampa
- Keller Graduate School of Management in Tampa
- Remington College in Tampa
- Southwest Florida College in Tampa
- University of Phoenix in Tampa
- University of South Florida in Tampa
- University of Tampa in Tampa

## Orte im Hillsborough County
Orte im Hillsborough County mit Einwohnerzahlen der Volkszählung von 2010:
Cities:
- Plant City – 34.721 Einwohner
- Tampa (County Seat) – 335.709 Einwohner
- Temple Terrace – 24.541 Einwohner

Census-designated places:
- Apollo Beach – 14.055 Einwohner
- Balm – 1.457 Einwohner
- Bloomingdale – 22.711 Einwohner
- Brandon – 103.483 Einwohner
- Carrollwood – 33.365 Einwohner
- Cheval – 10.702 Einwohner
- Citrus Park – 24.252 Einwohner
- Dover – 3.702 Einwohner
- East Lake-Orient Park – 30.962 Einwohner
- Egypt Lake-Leto – 35.282 Einwohner
- Fish Hawk – 14.087 Einwohner
- Gibsonton – 14.234 Einwohner
- Keystone – 24.039 Einwohner
- Lake Magdalene – 28.509 Einwohner
- Lutz – 19.344 Einwohner
- Mango – 11.313 Einwohner
- Northdale – 22.079 Einwohner
- Palm River-Clair Mel – 21.024 Einwohner
- Pebble Creek – 7.622 Einwohner
- Progress Village – 5.392 Einwohner
- Riverview – 71.050 Einwohner
- Ruskin – 17.208 Einwohner
- Seffner – 7.579 Einwohner
- Sun City Center – 19.258 Einwohner
- Thonotosassa – 13.014 Einwohner
- Town ’n’ Country – 78.442 Einwohner
- University – 41.163 Einwohner
- Valrico – 35.545 Einwohner
- Westchase – 21.747 Einwohner
- Wimauma – 6.373 Einwohner